# Mistrzostwa Panamerykańskie w Zapasach 2016
Mistrzostwa rozegrano od 26 do 28 lutego 2016 roku w mieście Frisco.

## Tabela medalowa
| M-ce | Państwo    |    |    |    | Razem: |
| ---- | ---------- | -- | -- | -- | ------ |
| 1.   | USA        | 11 | 3  | 7  | 21     |
| 2.   | Kuba       | 6  | 5  | 4  | 15     |
| 3.   | Kanada     | 3  | 2  | 6  | 11     |
| 4.   | Wenezuela  | 2  | 1  | 8  | 11     |
| 5.   | Kolumbia   | 1  | 4  | 4  | 9      |
| 6.   | Brazylia   | 1  | 2  | 1  | 4      |
| 7.   | Meksyk     | 0  | 2  | 5  | 7      |
| 8    | Portoryko  | 0  | 2  | 0  | 2      |
| 9.   | Ekwador    | 0  | 1  | 5  | 6      |
| 10.  | Argentyna  | 0  | 1  | 1  | 2      |
| 11.  | Peru       | 0  | 1  | 0  | 1      |
| 12   | Honduras   | 0  | 0  | 3  | 3      |
| 13   | Dominikana | 0  | 0  | 1  | 1      |
| 13   | Panama     | 0  | 0  | 1  | 1      |
|      | razem:     | 24 | 24 | 46 | 94     |

## Wyniki

### W stylu klasycznym
| Waga   | Złoty                | Srebrny                | Brązowy          | Brązowy          |
| ------ | -------------------- | ---------------------- | ---------------- | ---------------- |
| 59 kg  | Javier Duménigo      | Alí Soto               | Samuel Jones     | Jansel González  |
| 66 kg  | Miguel Martínez      | Alejandro Sancho       | Raiber Rodríguez | Manuel López     |
| 71 kg  | Pat Smith            | Jaír Cuero Muñoz       | José Sánchez     | Jefrin Mejía     |
| 75 kg  | Geordan Speiller     | Luis Centeno           | Luis Avendaño    | Alvis Almendra   |
| 80 kg  | Cheney Haight        | Maximiliano Prudenzano | Enríque Cuero    | Carlos Muñoz     |
| 85 kg  | Alan Vera            | Alfonso Leyva          | Yorgen Cova      | Patrick Martínez |
| 98 kg  | Yasmany Lugo Cabrera | Luillys Pérez          | Óscar Loango     | Kevin Mejía      |
| 130 kg | Óscar Pino           | Eduard Soghomonian     | Luciano Del Rio  | Toby Erickson    |

### W stylu wolnym
| Waga   | Złoty             | Srebrny          | Brązowy            | Brązowy          |
| ------ | ----------------- | ---------------- | ------------------ | ---------------- |
| 57 kg  | Samuel Hazewinkel | Darthe Capellan  | Brandon Escobar    | Eliéser Guevara  |
| 61 kg  | Coleman Scott     | Úber Cuero Muñoz | Jacob Hergenhein   | Pedro Mejías     |
| 65 kg  | Anthony Montero   | James Green      | Yowlys Bonne       | Dillon Williams  |
| 70 kg  | Frank Molinaro    | Alejandro Valdés | Hernán Guzmán Ipuz | Mauricio Sánchez |
| 74 kg  | Jordan Burroughs  | Carlos Izquierdo | Christian Anguiano | Ilya Abelev      |
| 86 kg  | Liván López       | Pool Ambrocio    | Billy Váldez       | Keith Gavin      |
| 97 kg  | José Díaz         | Reineris Salas   | Ali Al-Rekabi      | Scott Schiller   |
| 125 kg | Dominique Bradley | Yudenny Alpajón  | Jesse Ruíz         | Luis Vívenes     |

### W stylu wolnym kobiet
| Waga  | Złoty              | Srebrny            | Brązowy                      | Brązowy            |
| ----- | ------------------ | ------------------ | ---------------------------- | ------------------ |
| 48 kg | Clarissa Chun      | Natasha Kramble    | Katiuska Toaza               | Laura Peredo       |
| 53 kg | Jasmine Mian       | Luisa Valverde     | Lienna de la Caridad Montero | Caterine Cifuentes |
| 55 kg | Samantha Stewart   | Giullia Rodrigues  | Sharon Jacobsen              | Betzabeth Argüello |
| 58 kg | Kelsey Campbell    | Yaquelin Estornell | Alejandra Romero             | Lissette Antes     |
| 60 kg | Jackeline Rentería | Janet Sobero       | Leigh Jaynes                 | –                  |
| 63 kg | Laís Nunes         | Amanda Hendey      | Breanne Leigh Graham         | Katerina Vidiaux   |
| 69 kg | Elena Pirozhkova   | Yudaris Sánchez    | María Acosta                 | –                  |
| 75 kg | Justina Di Stasio  | Andrea Olaya       | Jaramit Weffer               | Aline Ferreira     |